# Chiesa di Santa Maria Assunta (Martignacco)
La chiesa di Santa Maria Assunta è la parrocchiale di Martignacco, in provincia ed arcidiocesi di Udine; fa parte della forania del Friuli Collinare.

## Storia
All'inizio del Novecento, dal momento che l'antica parrocchiale situata nella parte nord del paese era inagibile, si decise di edificarne una nuova in una diversa posizione.

Così, il 7 novembre 1909 venne posta la prima pietra dell'erigenda struttura dall'arcivescovo di Udine Pietro Zamburlini; i lavori furono ultimati nel 1925 e la chiesa venne consacrata dall'arcivescovo Giuseppe Nogara il 7 settembre 1946.
L'edificio subì a causa del terremoto del Friuli del 1976 diversi danni, che vennero poi sanati tra il 1986 e il 1989 su disegno dell'architetto udinese Francesco Floreani.

## Descrizione

### Esterno
La facciata a salienti in laterizio della chiesa, rivolta a nordovest, è suddivisa verticalmente in tre parti da quattro paraste in pietra. Nella porzione centrale è collocato nel mezzo il portale maggiore strombato, sormontato da una lunetta contenente un mosaico e delimitato da due colonne; più in alto si apre una polifora, scandita da una serie di colonnine e chiusa da una vetrata boema del 1935, mentre in sommità è posto un grande rosone; lungo gli spioventi del tetto si allunga una decorazione ad archetti pensili, mentre sul colmo si erge una croce in ferro. Le due ali laterali sono caratterizzate dalla presenza degli ingressi secondari, anch'essi strombati e coronati da lunette con mosaici, e di due piccoli rosoni aperti più in alto; in sommità si sviluppano infine dei motivi ad archetti pensili. Le vetrate dei tre rosoni, realizzate nel 1969 da Alessandro Riccardi, raffigurano le Tre virtù teologali.

### Interno
L'interno dell'edificio è suddiviso da colonne corinzie, sorreggenti sette archi a tutto sesto per lato, in tre navate, di cui la centrale coperta da una volta a botte lunettata e le laterali voltate a crociera; al termine dell'aula si sviluppa il presbiterio, introdotto dall'arco santo che si imposta su due pilastri, rialzato di cinque gradini e chiuso dall'abside di forma poligonale, la cui parete di fondo è scandita da lesene.
Qui sono conservate diverse opere di pregio, tra le quali la statua avente come soggetto la Beata Vergine Maria, scolpita nel 1913 da Luigi Piccini, i due quadri ritraenti rispettivamente la Madonna con Bambino e Santi e la Madonna con Bambino attorniata dai Santi Lucia, Carlo e Biagio, eseguiti da Giovanni Battista de Rubeis tra il 1775 e il 1776, e le due tele che rappresentano Sant'Antonio da Padova e la Madonna col Bambino assieme ad alcuni santi, dipinte nel 1784 da Giovanni Battista Tosolini.